# Steinsland (Nordland)
Steinsland est une localité du comté de Nordland, en Norvège.

## Géographie
Administrativement, Steinsland fait partie de la kommune de Steigen.